# میشل کریبر
میشل نیکول کریبر (انگلیسی: Michelle Creber؛ زادهٔ ۷ سپتامبر ۱۹۹۹) هنرپیشه، خواننده، رقصنده، صداپیشه، موسیقی‌دان و ترانه‌نویس اهل کانادا است که بیشتر به عنوان صدای گویندگی/آواز ترانه شکوفه سیب (Apple Bloom) (و صدای خوانندگی آواز Sweetie Belle تا سال ۲۰۱۳) در مجموعه تلویزیونی My Little Pony: Friendship Is Magic شناخته شده‌است.
او از سال ۲۰۰۸ میلادی تاکنون مشغول فعالیت بوده‌است.